# François Lorido
 François Lorido, écuyer, seigneur du Mesnil et de La Gironnière, fut maire de Nantes de 1666 à 1667.

## Biographie
François Lorido est le fils de François Lorido, sieur du Mesnil, marchand de draps de soie, capitaine de la milice, et de Marie Belloil, dame du Houssay. Marié à Renée Beaumont, il est le beau-père de Guillaume de Lisle.
Il est conseiller du roi, juge-garde de la Monnaie, échevin et sous-maire de Nantes, puis maire de Nantes.